# John Nettles
John Vivian Drummond Nettles (ur. 11 października 1943 w St Austell) – brytyjski aktor i historyk, najbardziej znany z głównych ról w serialach Bergerac i Morderstwa w Midsomer w roli inspektora Toma Barnaby.
Autor filmów dokumentalnych, m.in. trzyczęściowego dokumentu pt. Channel Islands at War (2010) o niemieckiej okupacji Wysp Normandzkich podczas II wojny światowej. W 2012 opublikował na ten temat również książkę pt. Jewels and Jackboots. Hitler’s British Channel Islands.
W 2010 został Oficerem Orderu Imperium Brytyjskiego (OBE).